# Míchel Salgado
Miguel Ángel "Míchel" Salgado Fernández (født 22. oktober 1975 i As Neves, Spanien) er en tidligere spansk fodboldspiller, der spillede som højre back senest hos Premier League-klubben Blackburn Rovers. Han havde spillet for klubben helt siden 2009, hvor han kom til fra Real Madrid i Spanien. Han spillede for Real Madrid i ti sæsoner, og var i en enkelt sæson desuden udlejet til UD Salamanca.
Salgado var i sin lange tid i Real Madrid med til at vinde adskillige titler med klubben. Det blev til fire spanske mesterskaber, to Champions League-titler, én UEFA Super Cup samt én Intercontinental Cup.

## Landshold
Salgado står (pr. marts 2011) noteret for hele 53 kampe for Spaniens landshold, som han debuterede for den 5. september 1998 i et opgør mod Cypern. Efterfølgende har han repræsenteret Spanien ved både EM i 2000 samt VM i 2006. 

## Titler
La Liga
- 2001, 2003, 2007 og 2008 med Real Madrid CF

Champions League
- 2000 og 2002 med Real Madrid CF

UEFA Super Cup
- 2002 med Real Madrid CF

Intercontinental Cup
- 2002 med Real Madrid CF